# Coppa Presidente della Repubblica di pallavolo
La Coppa Presidente della Repubblica è stata una competizione pallavolistica amichevole per squadre nazionali femminili,organizzata con cadenza annuale dalla Federazione pallavolistica del Perù in occasione della Fiestas Patrias, ovvero, la festa nazionale per l'indipendenza del Perù. Si sono disputate due edizioni: nel 2009 e nel 2010.

## Edizioni
| Anno          | Ospitante |         | Podio   | Podio             | Podio |
| Anno          | Ospitante | Oro     | Argento | Bronzo            |       |
| ------------- | --------- | ------- | ------- | ----------------- | ----- |
| 2009 Dettagli | Callao    | Cuba    | Perù    | Trinidad e Tobago |       |
| 2010 Dettagli | Callao    | Brasile | Perù    | Trinidad e Tobago |       |

## Medagliere
| Squadra           | Oro | Argento | Bronzo | Totale |
| ----------------- | --- | ------- | ------ | ------ |
| Brasile           | 1   | 0       | 0      | 1      |
| Cuba              | 1   | 0       | 0      | 1      |
| Perù              | 0   | 2       | 0      | 2      |
| Trinidad e Tobago | 0   | 0       | 2      | 2      |